# Tipulodina patricia
Tipulodina patricia är en tvåvingeart som först beskrevs av Enrico Adelelmo Brunetti 1912.  Tipulodina patricia ingår i släktet Tipulodina och familjen storharkrankar. Inga underarter finns listade i Catalogue of Life.